# 프리모 레비
프리모 미첼레 레비(Primo Michele Levi, 1919년 7월 31일 ~ 1987년 4월 11일)는 유대계 이탈리아인 화학자이자 작가로 여러 책과 소설집, 수필과 시 등을 집필했다. 그의 대표작으로는 나치 독일 점령 하 폴란드의 아우슈비츠 강제 수용소 생존자로서의 경험을 쓴 《이것이 인간인가》와, 여러 화학원소의 특성을 글의 소재로 차용한 《주기율표》가 있다.
이탈리아에서 반파시스트 파르티잔으로 활동했던 레비는 1943년 체포되어 1944년 2월 아우슈비츠 강제 수용소로 이송되었다. 수용소에서 해방을 맞은 레비는 이탈리아로 돌아온 이후 자신이 수용소에서 겪은 일들을 집필하는 작가로서 활동하였다.
레비는 1987년 3층 주거 빌딩에서 떨어져 사망했다. 그의 죽음은 공식적으로는 자살로 인정되었으나, 일각에서는 그가 유서를 남기지 않았으며 혈압에 영향을 주는 치료를 받고 있었음을 근거로 사고사를 주장하는 의견도 있다.

## 생애

### 성장에서 수용소까지
1919년 7월 31일 이탈리아 토리노에서 체자레 레비(Cesare Levi, 1878-1942)와 에스테르 루자티(Ester Luzzati, 1895-1991)의 장남으로 태어났다. 그의 조상들은 19세기 초 스페인에서 이탈리아 피에몬테 지방으로 이주해온 유대인들로, 토리노에서 작은 공동체를 이루며 살았다. 레비는 전기공학자였던 아버지 체자레의 영향으로 과학과 문학에 관심이 많았다.
1937년 리체오 클라시코 마시모 다제글리오(Liceo classico Massimo d'Azeglio, 이탈리아의 공공 중등학교)를 졸업한 레비는 토리노 대학교 화학과에 입학했다. 그러나 1938년 11월 이탈리아에서 인종법(이탈리아어: Leggi Razziali)이 시행되었고 유대인인 레비 또한 그 영향을 간접적으로 받기 시작했다. 이탈리아 인종법은 유대인의 대학 교육을 금지했으나, 이미 과정중인 학생은 학업을 마칠 수 있었다. 레비는 대학에서 반파시스트 모임에 참석하며 다윈, 토마스 만, 톨스토이의 저작을 접했다. 레비는 1941년 토리노 대학교 화학과를 수석으로 졸업했다. 레비의 학위증에는 그가 유대인이라는 것 또한 별도로 기술되었다.
아버지의 암 투병으로 수입이 필요했던 레비는 인종법의 취업 제한을 피해 토리노 산 비토레(San Vittore)의 석면 광산 등에 비공식적으로 고용되었다. 1942년 3월에 아버지 체자레가 사망하자 그해 6월 광산을 떠나 밀라노로 이사하였고, 스위스 제약사에서 당뇨병 약품 연구를 진행하면서 동시에 친구들과 반파시스트 단체에 접촉하게 되었다.
1943년 7월 비토리오 에마누엘레 3세가 총리 무솔리니를 해임하였으나, 이탈리아 북부와 중부는 나치 독일에 의해 점령되었고 9월 23일에는 이 지역에 이탈리아 사회공화국이 성립했다. 1943년 9월 8일 아오스타의 파르티잔에 가담한 레비는 12월 13일 동료 두 명과 함께 파시스트 민병대에 체포되었다. 스스로 유대인이라고 밝힌 레비는 카르피의 포솔리(Fossoli)에 위치한 강제 수용소에 먼저 수용되었다가 1944년 2월 22일부터 5일 간의 열차 이송을 거쳐 다른 650명의 유대인들과 함께 폴란드의 아우슈비츠 강제 수용소로 옮겨졌다. 레비는 174517이라는 수형번호를 부여받고 아우슈비츠 산하 모노비츠 부나 수용소에 수감되었다. 레비의 수감 생활은 수용소가 1945년 1월 27일 붉은 군대에 의해 해방을 맞이할 때까지 약 11개월 간 지속되었다.

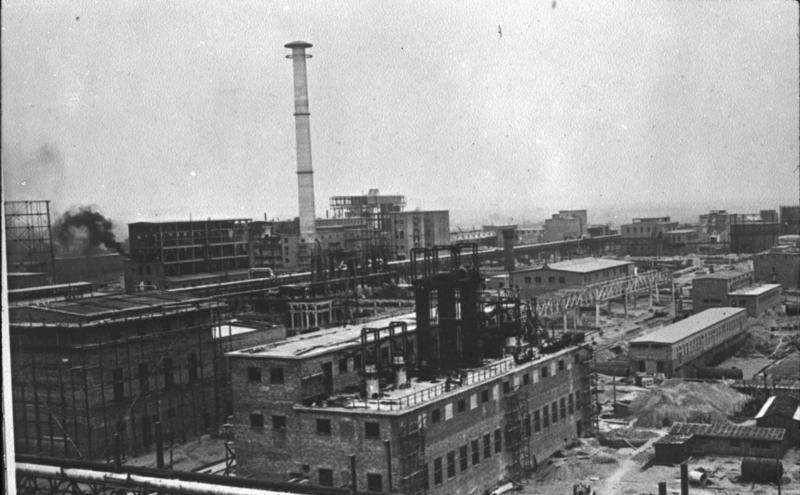
1941년 아우슈비츠 인근 모노비츠의 IG 파르벤 공장

레비는 몇 가지 운과 우연 덕분에 자신이 생존했다고 진술했다. 학술 자료를 읽으며 기초적인 독일어를 익혔던 레비는 주어진 명령을 이해할 수 있었다. 그리고 이탈리아 출신으로 수용소 확장 공사에 참여한 민간 벽돌공이었던 로렌초 페로네(Lorenzo Perrone)가 위험을 감수하고 레비에게 주기적으로 식량을 제공해 주었다. 또한 레비는 1944년 말부터 IG 파르벤의 부나 합성 고무 공장의 연구실에서 일하게 될 세 명 중 한 명으로 선발되면서 비교적 나은 환경에서 노동할 수 있었다. 1945년 1월 레비는 성홍열을 앓게 되면서 잠시 수용소의 의무실에서 지냈는데, 붉은 군대를 눈앞에 둔 수용소가 의무실의 환자들을 버려둔 채 나머지 수감자들만 데리고 피난하면서 해방을 맞을 수 있었다. 레비와 연구실에서 함께 일했던 두 수감자는 죽음의 행진(독일어: Todesmärsche)이라 불리는 나치 독일의 수용소 피난 행렬 도중에 사망했다. 레비와 함께 수용소에 도착했던 650명의 이탈리아 유대인 중 오직 20명만이 생존했다.

### 귀환과 공장 관리자, 작가 생활

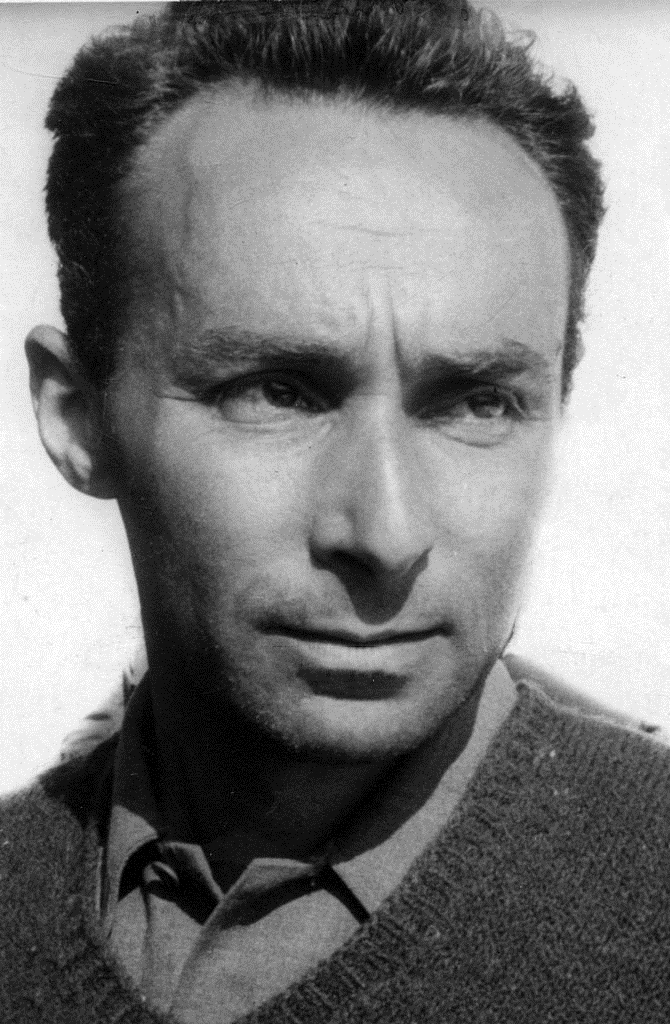
1950년대의 레비의 모습

레비의 귀환은 바로 이루어지지 못했다. 레비는 몇 달간 카토비체의 소련 수용소에서 지냈으며 6월부터 10월까지 소련의 이탈리아군 포로들을 따라 우크라니아, 루마니아, 헝가리와 오스트리아를 거쳐 1945년 10월 19일 이탈리아 토리노로 돌아왔다. 고향으로 돌아온 레비는 건강을 회복하면서 친지와 친구, 홀로코스트 생존자들과 서신을 주고받았으며, 1947년까지 토리노 인근의 듀폰 페인트 공장에서 근무했다. 레비는 1947년 9월 루시아 모르푸르고(Lucia Morpurgo)와 결혼했다.

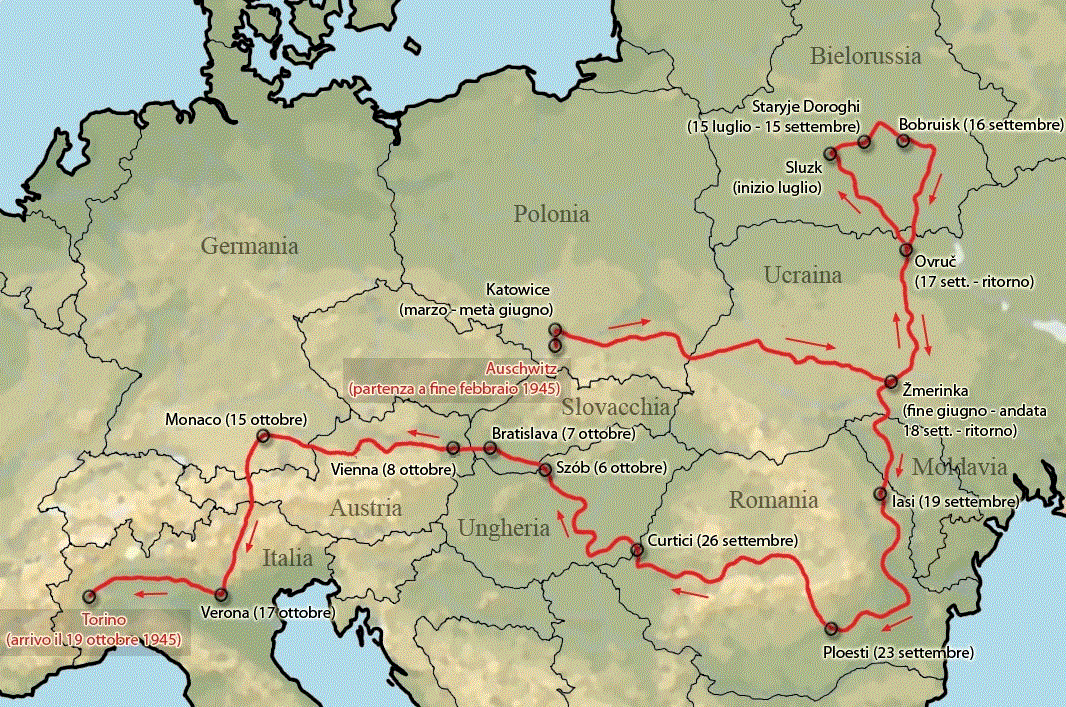
《휴전》에서 묘사된 프리모 레비의 귀환 경로 (이탈리아어)

강제 수용소에서 겪은 경험을 증언하고자 했던 레비는 1946년 12월 22일 《이것이 인간인가》(이탈리아어: Se questo è un uomo)의 원고를 마쳤으나 줄리오 에이나우디(Giulio Einaudi)와 리틀, 브라운 앤드 컴퍼니 등 많은 출판사들로부터 출판을 거절당했다. 1947년 아마추어 출판업자를 통해 출판된 《이것이 인간인가》는 긍정적인 비평을 받았으나 인쇄된 2,500부 중 단 1,500부만이 판매되었다.
듀폰 페인트 공장에서의 일을 그만둔 레비는 잠시 친구 알베르토 살모니(Alberto Salmoni)와 화학 컨설팅 회사를 운영했다. 이 회사는 거울을 생산하는 기업들에게 염화제1주석을 공급하는 것으로 수익을 내는 영세한 사업이었다. 이 시기의 경험들은 그의 후기 작품에 영향을 미쳤다. 레비는 이 사업을 그만둔 후 SIVA라는 이름의 페인트 생산 회사에 입사했고, 1950년 기술 감독으로 승진했다. 레비는 SIVA의 수석 화학자로 잦은 출장을 다녔으며, 독일 또한 그 출장지 중 하나였다.
레비는 수용소의 경험을 기억하고 기록하는 단체들과 함께하면서 1954년 해방 9주년을 맞아 나치 강제 수용소가 있었던 부헨발트를 방문했다. 이후 레비는 1955년 토리노에서 열린 추방에 대한 전시회로 대중의 주목을 받게 되었으며, 초기에 좌절되었던 《이것이 인간인가》의 영어판 출간도 다시 진행되었다. 《이것이 인간인가》는 1958년 재출간과 함께 영어로 번역되었으며, 레비 본인의 감수를 거쳐 1959년 독일어 번역 또한 출간되었다. 국제적인 성공에 고무된 레비는 1962년 이탈리아로의 귀환 여정을 소재로 한 《휴전》(이탈리아어: La tregua)을 출간하여 1963년 캄피엘로 상(Premio Campiello)을 수상했다.
1975년 페인트 공장 관리직에서 은퇴한 레비는 전업 작가가 되었다. 그는 그 해 수감 생활에서 만난 인물들로부터 영감을 받은 단편 소설집인 《릴리트》(이탈리아어: Lilìt e altri racconti)와 자전적 수필과 두 편의 소설들을 화학 원소들과 연관지어 엮어낸 《주기율표》(이탈리아어: Il sistema periodico)를 출간했다. 《주기율표》는 2006년 영국 왕립연구소의 "가장 훌륭한 과학 도서"로 선정되었다. 1977년 레비는 페인트 공장의 자문직에서도 물러났다. 1978년 레비는 러시아의 자동차 공장 건설지를 배경으로 노동에 대한 이야기를 담은 《몽키 스패너》(이탈리아어: La chiave a stella)를 출간했고 이 책으로 1979년 스트레가 상(Premio Strega)을 수상했다.
1984년 레비는 나치에 대항한 폴란드와 러시아의 유대인 파르티잔을 소재로 한 중편소설인 《지금이 아니면 언제?》(이탈리아어: Se non ora, quando?)를 출간했다. 이 책은 《몽키 스패너》를 제외하면 그의 유일한 중편소설이다. 그는 이 책으로 캄피오네 상과 비아레지오 상(Premio Viareggio)을 수상했다. 이 소설의 출간 이후로 레비는 이탈리아 문학의 중요한 작가 중 한 명이 되었으며, 《휴전》은 이탈리아 교과서에 실리는 주요한 텍스트 중 하나가 되었다. 그러나 소련에서는 소비에트 병사들에 대한 묘사를 이유로 그의 초기 저작들이 검열을 통과하지 못했으며, 이스라엘에서는 레비가 사망하기 전까지 그의 저작 대부분이 번역되거나 출간되지 않았다.
1986년 레비는 《가라앉은 자와 구조된 자》(이탈리아어: I sommersi e i salvati)로 다시 아우슈비츠를 다루었다. 그는 이 책에서 왜 아우슈비츠의 사람들은 그렇게 행동했으며 어떤 사람들은 생존하였고 다른 사람들은 그러지 못했는지를 탐사하기 위해 그의 경험을 분석했다. 나아가서 중간 간수나 존더코만도 등 각기 다른 능력으로 나치 강제 수용소에서 다양한 과업에 복무했던 사람들의 회색 지대로 그 분석을 확장했다.

### 사망
레비는 1987년 4월 11일 토리노에 있는 3층 아파트 자택에서 지상으로 추락해 사망했다. 검시관은 그의 죽음을 자살로 판정했다. 그의 전기를 쓴 작가들 세 명은 그가 자살했다고 보았으나, 다른 작가와 지인들은 자살 판정에 이의를 제기했다. 레비는 말년에 우울증을 앓고 있었다. 또한 로마 최고 랍비였던 엘리오 토아프는 사고 전 레비가 전화로 감정적 어려움을 토로했다고 밝혔다. 당시 홀로코스트 생존자이자 노벨 평화상 수상자인 엘리 위젤은 "프리모 레비는 40년이 지나 아우슈비츠에서 세상을 떠났다"고 평했다. 반면 옥스포드 대학의 사회학자인 디에고 감베타는 그가 유서를 남기지 않았고 다른 어떤 징후도 남기지 않았으며, 사망 며칠 전 의사에게 어지러움을 호소했다는 것을 지적했다. 레비와 절친했던 리타 레비몬탈치니는 "화학 공학자였던 레비가 마비 상태로 생존할 여지가 있는 방법을 선택하지는 않았을 것"이라고 말했다.

## 저서

### 중편
- Se questo è un uomo (1947, 1958)
  - 《이것이 인간인가》. 번역 이현경. 돌베개. 2007. ISBN 89-7199-264-6.
- La tregua (1963)
  - 《휴전》. 번역 이소영. 돌베개. 2010. ISBN 89-91794-09-2.
- La chiave a stella (1978)
  - 《멍키스패너》. 번역 김운찬. 돌베개. 2013. ISBN 978-89-7199-567-9.
- Se non ora, quando? (1982)
  - 《지금이 아니면 언제?》. 번역 이현경. 돌베개. 2017. ISBN 9788971998137.

### 단편집
- Storie naturali (1966)
- Vizio di forma (1971)
- Il sistema periodico (1975)
  - 《주기율표》. 번역 이현경. 돌베개. 2007. ISBN 89-7199-265-4.
- Lilìt e altri racconti (1981)
  - 《릴리트》. 번역 한리나. 돌베개. 2017. ISBN 9788971998120.
- Vizio di forma and Storie naturali (2007, 사후 출간, ISBN 978-0-7139-9955-6)

### 에세이
- Dialogo (1984, 툴리오 레제 공저)
- L'altrui mestiere (1985)
  - 《고통에 반대하며》. 번역 심하은; 채세진. 돌베개. 2014. ISBN 9791185359144.
- I sommersi e i salvati (1986)
  - 《가라앉은 자와 구조된 자》. 번역 이소영. 돌베개. 2014. ISBN 978-89-7199-604-1.
- L'asimmetria e la vita (2002, 사후 출간)

### 시집
- L'osteria di Brema (1975)
  - 《살아남은 자의 아픔》. 번역 이산하. 노마드북스. 2011. ISBN 9788991794535.
- Ad ora incerta (1984)

## 주해
1. ↑  미첼레(Michele)는 그의 조부의 이름이며, 공식적인 문서들에서는 잘 쓰이지 않았으나 여러 전기 작가들에 의해 그의 가운데 이름으로서 중요하게 여겨진다.[1]

## 참고 문헌
- 서경식 (2006). 《시대의 증언자 쁘리모 레비를 찾아서》. 창비. ISBN 9788936471200.
- Angier, Carole (2002). 《The Double Bond: Primo Levi: A Biography》. Penguin. ISBN 978-0-14-016587-6.
- Thomson, Ian (2002). 《Primo Levi》. Hutchison. ISBN 978-0-09-178531-4.